# Freundl (Sankt Wolfgang)

Freundl 1, Remise

Freundl ist ein Gemeindeteil von St. Wolfgang im oberbayerischen Landkreis Erding.

## Lage
Die Einöde Freundl liegt drei Kilometer nordwestlich des Rathauses des Gemeindehauptorts Sankt Wolfgang.

## Bevölkerungsentwicklung
Um 1871 gab es in Freundl sieben Einwohner. Im Mai 1987 lebten dort zwei Einwohner in einem Wohngebäude.
| Jahr      | 1871 | 1924 | 1950 | 1970 | 1987 |
| Einwohner | 7    | 5    | 7    | 6    | 2    |